# ナショナル・ボード・オブ・レビュー賞 (2004年)
76th NBR Awards

作品賞: 
『ネバーランド』
第76回ナショナル・ボード・オブ・レビュー賞は2004年の映画を対象とした賞であり、2004年12月1日に受賞者が発表され、2005年1月11日に授賞式が行われた。

## 受賞一覧

### 作品賞
- 『ネバーランド』（マーク・フォースター監督）

#### 作品賞トップ10
※英題のアルファベット順
- 『アビエイター』
- 『クローサー』
- 『コラテラル』
- 『ホテル・ルワンダ』
- 『愛についてのキンゼイ・レポート』
- 『ミリオンダラー・ベイビー』
- 『Ray/レイ』
- 『サイドウェイ』
- 『ヴェラ・ドレイク』

### 外国語映画賞
- 『海を飛ぶ夢』（アレハンドロ・アメナーバル監督） スペイン、 フランス、 イタリア

#### 外国語映画トップ5
※英題のアルファベット順
- 『バッド・エデュケーション』 スペイン
- 『コーラス』 フランス
- 『そして、ひと粒のひかり』 アメリカ合衆国、 コロンビア
- 『モーターサイクル・ダイアリーズ』 アルゼンチン、 アメリカ合衆国、 チリ、 ペルー、 ブラジル、 イギリス、 ドイツ、 フランス

### ドキュメンタリー映画賞
- 『未来を写した子どもたち』（ザナ・ブリスキ（英語版）監督）

#### ドキュメンタリー映画トップ5
※原題のアルファベット順
- 『Paper Clips（英語版）』
- 『スーパーサイズ・ミー』
- 『らくだの涙（英語版）』
- 『Z Channel: A Magnificent Obsession（英語版）』

### アニメーション映画賞
- 『Mr.インクレディブル』（ブラッド・バード監督）

### 各賞

#### 監督賞
- マイケル・マン - 『コラテラル』

#### 主演男優賞
- ジェイミー・フォックス - 『Ray/レイ』

#### 主演女優賞
- アネット・ベニング - 『華麗なる恋の舞台で』

#### 助演男優賞
- トーマス・ヘイデン・チャーチ - 『サイドウェイ』

#### 助演女優賞
- ローラ・リニー - 『愛についてのキンゼイ・レポート』

#### アンサンブル演技賞
- 『クローサー』

#### ブレイクスルー演技賞
- トファー・グレイス - 『イン・グッド・カンパニー』、『ルイーズに訪れた恋は…（英語版）』
- エミー・ロッサム - 『オペラ座の怪人』

#### 新人監督賞
- ザック・ブラフ - 『終わりで始まりの4日間』

#### 脚本賞
- チャーリー・カウフマン - 『エターナル・サンシャイン』

#### 脚色賞
- アレクサンダー・ペイン、ジム・テイラー - 『サイドウェイ』

#### 作曲賞
- ヤン・A・P・カチュマレク - 『ネバーランド』

#### 美術監督賞
- LOVERS (映画)

#### プロデューサー賞
- ジェリー・ブラッカイマー

#### 功労賞
- ジェフ・ブリッジス

#### 映画制作の優秀さに対する特別な認識
※英題のアルファベット順
- 『リチャード・ニクソン暗殺を企てた男』
- 『ビフォア・サンセット』
- 『The Door in the Floor（英語版）』
- 『エターナル・サンシャイン』
- 『Facing Windows（英語版）』
- 『終わりで始まりの4日間』
- 『イノセント・ラブ』
- 『Imaginary Heroes（英語版）』
- 『Since Otar Left（英語版）』
- 『Stage Beauty（英語版）』
- 『Undertow（英語版）』
- 『The Woodsman（英語版）』

#### 映画製作における特別業績賞
- クリント・イーストウッド - 『ミリオンダラー・ベイビー』

#### 功労賞（撮影）
- キャレブ・デシャネル